# 南河店镇
南河店镇位于河南省南召县境内，鸭河口水库上游，南召县城西南隅17公里处，东南邻石门乡，西南邻四棵树乡，东北隔鸭河口水库与城郊乡隔河相望，西北毗邻白土岗镇。207国道，南南路穿境而过，交通条件十分便利。面积为124平方公里，总人口约11.6万人。也 有资料显示区域总面积130.59平方千米，截 至2018年末户籍人口为52706人。南河店镇历史悠久- 古代历史：新石器时代，南河店镇一带就有人类繁衍生息，王庄新石器时代遗址曾出土石刀等器物。仰韶文化时期，娘娘庙一带是仰韶文化遗址。汉代时，这里是著名的冶铜、冶铁重地，桑树坪村有沙古堆冶铜遗址，席老庄村银沙岭有冶铁遗址。隋唐时代，佛教盛行，北寺香火鼎盛。清代乾隆年间，此地是宛洛大道上的主要丝绸集散地，柞丝行和丝绸店众多，冯庄村草袋编织、漆树园手工苇席等也颇有名气。
- 近代历史：明末清初，河畔旅店兴起，“南河店”的名号逐渐形成。石桥横跨南北，桥南属南阳，桥北归南召。1948年，中共南阳县委、县政府转移至此，成为临时红色堡垒。
- 现代历史：1951年，南河店镇一带从南阳县划归南召县。1956年建南河店公社，1983年改为南河店乡，1987年由乡改为镇。如今，南河店镇是全国重点镇、省级卫生乡镇，也是豫西南最大的农副产品集散地之一，素有“宛西重镇”“中州名镇”之称。

## 行政区划
南河店镇下辖以下地区：
桑树坪村、席老庄村、曾坪村、柏林庵村、郭营村、龙王庙村、胡垛村、老将庄村、龙泉寺村、申沟村、韦湾村、大王村、姜先沟村、大岗村、漆树园村、延岭沟村、大范庄村、南河店村、杨湾村、城口湾村、韩店村、许田村、马沟村、渭林河村和移民新村。

## 历史变迁
旧属南阳县，第二次国共内战中，中共南阳县委、县政府曾以南河店街为南阳（北）县城。1957年，全境划归南召县，建立南河店区。1958年建立南河店人民公社，1983年改公社为乡。1986年撤乡建镇，是南阳市北郊历史比较悠久的集镇，也是豫西南最大的农副产品集散地之一，素有“宛西重镇”之称。